# Saint-Bonnet-de-Salendrinque
 Saint-Bonnet-de-Salendrinque  es una población y comuna francesa, situada en la región de Languedoc-Rosellón, departamento de Gard, en el distrito de Le Vigan y cantón de Lasalle.

## Demografía
| 92 | 74 | 44 | 53 | 79 | 75 |
| Para los censos de 1962 a 1999 la población legal corresponde a la población sin duplicidades (Fuente: INSEE [Consultar]) |    |    |    |    |    |